# Oplosia
Oplosia — род жуков из семейства усачей и подсемейства ламиин (Lamiinae).

## Описание
Переднеспинка поперечная. Надкрылья в два с половиной раза длиннее своей общей ширины на основании крапчатые. Глаза мелко фасеточные.

## Систематика
Некоторые виды рода:
- Oplosia cinerea (Mulsant, 1839)
- Oplosia nubila (LeConte, 1862)